# IAM
IAM — французская хип-хоп-группа из Марселя, сформированная в 1988 году в составе Philippe Akhenaton Fragione, Geoffroy Shurik’n Mussard, Malek Freeman Brahimi, Eric Khéops Mazel, Pascal Imhotep Perez и François Kephren Mendy. Название «IAM» имеет несколько трактовок, в том числе и 'Invasion Arrivée de Mars' ('Вторжение Марса'). Под метафоричным 'Mars' в песнях IAM следует понимать Марсель.

## История
В конце 1985 года Akhenaton и Khéops создали группу Lively Crew. Lively Crew летом 1987 года была переименована в B.Boys Stance, после чего к ней примкнули Shurik’n, Freeman и Imhotep. В 1989, когда участников стало шестеро, и появилось нынешнее название «IAM», группа записала свой первый микстейп IAM Concept, релиз которого состоялся в следующем году. Команда, подписав контракт с Virgin Records, год спустя издала альбом …de la planète Mars, заслуживший массовое признание. В 1993 вышел альбом Ombre est lumière, повлиявший на рост популярности группы. Однако, настоящий прорыв произошёл в 1997 году с изданием альбома L'école du micro d’argent, которому потребовалось всего лишь два дня, чтобы стать «золотым», и в конечном итоге «платиновым», когда было продано свыше миллиона копий. L'école du micro d’argent не только принес группе международную известность, но и вообще сделал французский хип-хоп популярным.
После оглушительного успеха 1997 года участники группы изготовили саундтрек к комедии «Такси» Люка Бессона (1998) и начали заниматься сольными проектами. К тому времени Akhenaton уже записал сольник Métèque et mat (1995). За ним последовали Shurik’n и Freeman (альбомы в 1998 и 1999 гг. соответственно). Также Akhenaton снял фильм Comme un aimant (2000) и выпустил ещё два альбома: Sol Invictus (2001) и Soldat de fortune (2006). Несмотря на это, группа не развалилась и издала альбомы Revoir un printemps в 2003 году и Saison 5 в апреле 2007-го. В (2009)-ом они выпускают компиляцию под названием Galaxie.

## Дискография

### Альбомы
- 1991 «...de la planète Mars»
- 1993 «Ombre est lumière»
- 1997 «L'école du micro d'argent»
- 2003 «Revoir un printemps»
- 2007 «Saison 5»
- 2013 «Arts Martiens»
- 2013 «...IAM»
- 2017 «Revolution»
- 2019 «Yasuke»

### Микстейпы
- 1990 «IAM Concept»
- 2007 «IAM Official Mixtape»

### Сборники
- 2004 «IAM - Anthologie 1991-2004»
- 2005 «IAM Platinum»
- 2008 «L'Intégrale»
- 2009 «IAM Galaxie»

### Синглы
- 1991 «Red, Black & Green»
- 1991 «Tam-tam de l’Afrique»
- 1992 «Planète Mars»
- 1993 «Donne-moi le micro»
- 1994 «Le feu»
- 1994 «Je danse le mia»
- 1995 «Une femme seule / Sachet blanc»
- 1997 «L'école du micro d’argent»
- 1997 «Nés sous la même étoile»
- 1997 «L’empire du Côte Obscur»
- 1997 «La saga» (featuring Timbo King, Dreddy Krueger and Prodigal Sunn)
- 1998 «Independenza»
- 1998 «Petit frère»
- 2003 «Revoir un printemps»
- 2004 «Noble art» (featuring Method Man and Redman)
- 2004 «Second souffle»
- 2004 «Où va la vie» (featuring Moïse)
- 2007 «Une autre brique dans le mur»
- 2007 «Ca vient de la rue»
- 2007 «Offishall»
- 2008 «Coupe Le Cake»
- 2013 «Les raisons de la colère»
- 2017 «Iam 2017»
- 2017 «Monnaie de Singe»
- 2017 «Etranger»
- 2017 «MWA»
- 2017 «Passe Passe»